# Stomina caliendrata
Stomina caliendrata is een vliegensoort uit de familie van de sluipvliegen (Tachinidae). De wetenschappelijke naam van de soort is voor het eerst geldig gepubliceerd in 1862 door Camillo Róndani.